# Budynek przedszkola w Żorach-Kleszczówce
Budynek Przedszkola nr 4 im. Marii Konopnickiej w Żorach znajduje się przy Szkole Podstawowej nr 1 w Żorach, w dzielnicy Kleszczówka. Realizacja obiektu została wyróżniona licznymi nagrodami branży architektonicznej.

## Budynek przedszkola
Budynek przedszkola, zaprojektowany przez pracownię projektową toprojekt (architekci Marek Wawrzyniak, Karol Wawrzyniak, Alina Kudla, Katarzyna Mazurek) jest przykładem architektury organicznej. Rzut przedszkola został przez projektantów dostosowany do kształtu nieregularnej działki. Budynek jest parterowy z zaokrąglonymi narożami. Elewacje obłożono drewnem, wnętrze doświetla przeszklone atrium. Dach zaprojektowano jako porośnięty zielenią plac zabaw. Przedszkole przeznaczone jest dla 125 dzieci. W budynku znajduje się 5 sal przedszkolnych oraz kuchnia z jadalnią. Obiekt jest dostosowany dla osób niepełnosprawnych. Projekt wyróżnia się niebanalną bryłą dostosowaną do trudnych warunków lokalizacyjnych.
Przedszkole zostało oddane do użytku w 2017 roku, oficjalne otwarcie miało miejsce 4 września.

## Nagrody
- Architektura roku SARP 2018, I nagroda w kategorii „Budynek oświaty”[4]
- Nagroda Unii Europejskiej w konkursie architektury współczesnej im. Miesa van der Rohe 2019, nominacja[5]
- Architektura roku SARP, Realizacja ze środków publicznych, nominacja
- Architektura Roku Województwa Śląskiego konkurs organizowany przez SARP, wyróżnienie[6]
- Konkurs „Zmień wizję w projekt” organizowany przez Rockwool edycja 2018, I miejsce[7]
- Bryła roku 2018, wyróżnienie[8]
- PLGBC Green building Awards 2018, I miejsce w kategorii „Najlepszy ekologiczny budynek sektora publicznego”[9][10]